# Gennadi Iwanowitsch Woronow
Gennadi Iwanowitsch Woronow (russisch Геннадий Иванович Воронов; * 18. Augustjul. / 31. August 1910greg. in Rameschki, Gouvernement Twer, Russisches Kaiserreich; † 1. April 1994 in Moskau) war ein sowjetischer Politiker und langjähriges Mitglied im Politbüro der KPdSU.

## Leben

### Ausbildung und Aufstieg
Woronow, studierter Ingenieur, wurde 1931 Mitglied der WKP (B) und war von 1939 bis 1948 Obkomsekretär und dann Zweiter Obkomsekretär (Gebietssekretär) und von 1948 bis Erster Obkomsekretär der Oblast Tschita.
Es folgte sein Aufstieg in die Machtzentren der Partei: 1952 wurde er Mitglied des Zentralkomitees der KPdSU. Von 1955 bis 1957 war er Stellvertretender Minister für Landwirtschaft der Sowjetunion und von 1957 bis 1961 Erster Obkomsekretär von Orenburg. 1961 wurde er Erster Stellvertretender Vorsitzender des Büros des Zentralkomitees der Parteiorganisation in der RSFSR und gleichzeitig Kandidat des Präsidiums des ZK der KPdSU.

### Im Zentrum der Macht
Vom 31. Oktober 1961 bis zum 27. April 1973  war er schließlich Vollmitglied im höchsten politischen Gremium der UdSSR, dem Politbüro (1952–1966 Präsidium) der KPdSU. Er löste damit als jüngere „Nachwuchshoffnung“ das Politbüromitglied Aristow ab und „säuberte“ die Führungsebenen in der Partei von „zu alten“ Funktionären. Noch galt er als Experte für die Landwirtschaft und unterstützte Chruschtschow. Aber die Politik der Entstalinisierung begleitete er wie Breschnew eher schweigend. Nach der Entmachtung Chruschtschows (1964), an der er nicht beteiligt war, unterstützte er die Schwerindustrie. In der Hierarchie der mächtigen zwölf Politbüromitglieder belegte er damals einen mittleren Platz.
1961/62 war er Erster Sekretär des Büros des Zentralkomitees für die Angelegenheiten der RSFSR und von 1962 bis 1971 Vorsitzender des Ministerrates der RSFSR.